# Диаш, Жоржи
Анто́ниу Жо́ржи Ди́аш (порт. António Jorge Dias; 1907—1973) — крупнейший португальский этнолог и антрополог, основатель современной португальской этнологии, создатель научной школы. Организовал и провел масштабную полевую этнографическую работу. Разработал оригинальную систему теоретических взглядов. В качестве профессора Университетов Коимбры, Лиссабона и др., организовал преподавание этнологии. Стоял во главе международной организации по европейской этнологии при ЮНЕСКО (CIAP). Основатель Музея заморской этнологии в Лиссабоне.

## Биография
Ж. Диаш родился в городе Порту. В 1938 г. окончил филологический факультет Университета Коимбры и получил стипендию для чтения лекций по португальскому языку и культуре в зарубежных университетах (Германии, Испании), причём впервые начал в 1939 г. преподавание португальского языка в Мюнхене, Ростоке, в 1942 г. в Берлине, в 1944 г. в Сантьяго-де-Компостела, в 1946 г. в Мадриде.
В 1938—1939 гг. Диаш руководит Институтом Португалии и Бразилии (Берлин). Находясь в Берлине, он слушает курс лекций Рихарда Турнвальда, которые заражают его интересом к этнологии. В Мюнхене Диаш под руководством профессора Хёфлера защищает докторскую диссертацию в области народоведения «Сельская община на примере деревни Виларинью-да-Фурна». В Сантьяго-де-Компостела он организует и возглавляет кафедру португальской культуры.
В 1947 г. Жоржи Диаш возвращается на родину, где его приглашают организовать этнографические исследования в Центре этнологического изучения полуострова (CEEP).

## Научная деятельность
С 1948 г. Ж. Диаш развернул широкомасштабные исследования по этнологии континентальной Португалии в рамках Центра этнологического изучения Полуострова (СЕЕР), затем в Центре культурно-антропологических исследований (CEAC). Он и небольшой круг его учеников и помощников (Э. В. ди Оливейра, Б. Э. Перейра и др.) собрали, систематизировали и издали огромный этнографический материал.
По заданию CEAC Ж. Диаш отправляется в Африку. Он проводит всесторонние полевые исследования у народа маконде (маконда) в Мозамбике. Результатом этой поездки становится монография, считающаяся в Португалии образцовой — «Маконде Мозамбика».
Авторитет Ж. Диаша получает международное признание. Ещё в 40-е гг. работа Ж. Диаша, посвящённая классификации и исследованию происхождения пахотных орудий, получила восторженную оценку таких исследователей, как С. Эриксон , П. Ривьер, А. Ван Геннеп и др.
В дальнейшем Диаш активно выступил в организации, объединяющей этнографов и фольклористов всех европейских стран (Commission Internationale des Arts et Traditions Populaires, CIAP), помогая разрешить разгоревшийся спор между фольклористами и этнологами. В 1954 г. его избирают Генеральным секретарем этой организации. В 1954—1956 гг., когда он стоял во главе CIAP, штаб-квартира этой международной организации находилась в Португалии.
Важна его принципиальная позиция и активная борьба за единство науки о народах, против разделения предмета изучения (на изучение собственного народа и отдельно других, как правило, внеевропейских народов) на конгрессах 1952 г. в Вене и 1955 г. в Голландии (последний был по предложению Ж. Диаша переименован из «конгресса по фольклору» в «конгресс по региональной этнологии»).
Кроме того, благодаря Жоржи Диашу в Португалии были созданы два этнографических музея, кафедры этнологических дисциплин в трех университетах. В 1964 г. Диаш побывал в Москве на международном конгрессе по антропологии и этнологии.

## Работы
Диапазон научных интересов Ж. Диаша охватывал вопросы теоретической этнологии и традиционные орудия, проблемы сельской общины и экзотические народы Мозамбика, формирование наций и региональную этнографию…
Помимо португальского, его работы опубликованы на английском, французском, немецком и др. языках.
- Ethnology and folklore in Portugal. Paris, 1948.
- Os arados portugueses e as suas prováveis origens. Coimbra, 1948; 1982.
- Die Portugiesishen und Spanishen Pflüge. Uppsala, 1951.
- Mozambico. //Enciclopedia Universale dell’Arte. Roma, 1963.
- Etnografia portuguesa. //Dicionário de história de Portugal. Lisboa, 1963. Vo1. 1.
- Sistemas primitivas de secagem e armazenagem de produtos agrícolas — Os espigueiros portugueses. Porto, 1963.
- Moulins Portugais. //Revista de etnografia, № 6. Porto, 1964.
- Os Macondes de Moçambique. Lisboa, 1964.
- Antropologia cultural. Vila da Maia, 1986.
- Estudos de antropologia. Lisboa, 1990.

## Работы об ученом
- In memoriam António Jorge Dias. Lisboa, 1974.
- Jorge Dias // Bonte, P., Izard, M. Dictionnaire de l’ethnologie et de l’anthropologie. Paris, 1991.